# Сату Ноу (Бистрица-Насауд)
Ново село (рум. Satu Nou) насеље је у Румунији у округу Бистрица-Насауд у општини Разбоени-Четате. Oпштина се налази на надморској висини од 416 m.

## Становништво
Према подацима из 2002. године у насељу је живело 719 становника.

### Попис2002.
| Расподела становништва по националности 2002.‍ | Расподела становништва по националности 2002.‍ | Расподела становништва по националности 2002.‍ | Расподела становништва по националности 2002.‍ | Расподела становништва по националности 2002.‍ |
| --------------------------------------------- | --------------------------------------------- | --------------------------------------------- | --------------------------------------------- | --------------------------------------------- |
|                                               |                                               |                                               |                                               |                                               |
| Румуни                                        | Румуни                                        |                                               | 632                                           | 88,3%                                         |
| Роми                                          | Роми                                          |                                               | 84                                            | 11,7%                                         |